# Berberis ferruginea
Berberis ferruginea är en berberisväxtart som beskrevs av Wilibald Lechler. Berberis ferruginea ingår i släktet berberisar, och familjen berberisväxter. Inga underarter finns listade i Catalogue of Life.